# مجلة العميد
مجلة العميد هي مجلة فصليةُ محكمة تُعنى بالأبحاث والدراسات الانسانيه تصدر عن مركز العميد الدولي التابع لقسم الشؤن الفكرية والثقافية في العتبة العباسية المقدسة وهي مجازة من وزارة التعليم العالي والبحث العلمي (جمهورية العراق) معتمدة لأغراض الترقية العلميةِ . وهي واحدة من بين عدد من المجلات التي تصدر عن المركز في علومٍ آنسانية واخرى علمية تحمل الترقيم الدولي (lssn:2227-0346) المشرف العام السيد أحمد الصافي الأمين العام العتبة العباسية المقدسة أول إصدار لها في (7نوفمبر) 2012 وصلت إصداراتها حتى الآن سبعة وعشرون إصدار ويأتي اسم العميد على حد قول القائمين على إدارة هذه المجلة تيمناً بلقب صاحب المرقد الشريف العميد أبي الفضل العباس بن علي (عليه السلام)

## ملاك مجلة العميد
- المشرف العام:السيد احمد الصافي
- نائب المشرف العام:السيد ليث الموسوي
- رئيس التحرير:أ.د. سرحان جفات سلمان.كلية التربية.جامعة القادسية.

الهيئة الاستشارية
- أ.د.طارق عبد عون الجنابي.كلية التربية.الجامعة المستنصرية

- أ.د.رياض طارق العميدي.كلية التربية للعلوم الإنسانية.جامعة بابل

- أ.د.كريم حسين ناصح.كلية التربية للبنات.جامعة بغداد

- أ.د.تقي عبد الرضا العبدواني. كلية الخليج [4].سلطنة عمان

- أ.د.غلام نبيل خاكي. جامعة كشمير. مركز دراسات آسيا الوسطى

- أ.د.عباس رشيد الدده.كلية التربية للعلوم الإنسانية.جامعة بابل
- أ.د.مشتاق عباس معن.كلية التربية.ابن رشد.جامعة بغداد
- أ.د.علاء جبر الموسوي.كلية الاداب.الجامعة المستنصرية

مدير التحرير:أ.د.شوقي مصطفى الموسوي.كلية الفنون الجميلة.جامعة بابل.
- سكرتير التحرير:رضوان عبد الهادي عبد الخضر حسان
- السكرتير الفني:حسين فاضل الحلو

هيأة التحرير:
- ا.د.عادل نذير بيري.كلية التربية للعوم الإنسانية.جامعة كربلاء
- أ.د.علي كاظم المصلاوي.كلية التربية للعوم الإنسانية.جامعة كربلاء
- أ.حيدر غازي الموسوي.كلية التربية للعوم الإنسانية.جامعة بابل
- أ.د.احمد صبيح محيسن الكعبي.كلية التربية للعلوم الإنسانية.جامعة كربلاء
- أ.م.د.خميس الصباري.كلية الاداب والعلوم.جامعة نزوى.سلطنة عمان
- أ.د.علي حسن عبد الحسين الدلفي.كلية التربية.جامعة واسط

تدقيق اللغة الإنكليزية
أ.د.رياض طارق العميدي.كلية التربية للعلوم الإنسانية.جامعة بابل
أ. حيدر غازي الموسوي.كلية التربية للعلوم الإنسانية.جامعة بابل
تدقيق اللغة العربية
أ.د.شعلان عبد علي سلطان.كلية التربية للعلوم الإنسانية.جامعة بابل
أ.م.د.علي كاظم علي المدني.كلية التربية.جامعة القادسية
الإدارة والمالية
عقيل عبد الحسين الياسري
ضياء محمد حسن عودة
الإدارة الفنية
م.م.ياسين خضير عبيس
ثائر فائق هادي رضا
زين العابدين عادل الوكيل
الموقع الإلكتروني
سامر فلاح الصافي
محمد جاسم عبد إبراهيم
التنسيق والمتابعة
محمد خليل الاعرجي
علي مهدي الصائغ
الإخراج الطباعي
حسين عقيل أبو غريب
أنظر أيضا
- مجلة العربي
- مجلة الايمان
- العربي العلمي